# كارول كول (ممثلة)
كارول كول (بالإنجليزية: Carole Cole)‏ هي ملحنة ومنتجة أسطوانات وممثلة أمريكية، ولدت في 17 أكتوبر 1944 في ميدفورد في الولايات المتحدة، وتوفيت في 19 مايو 2009 في لوس أنجلوس في الولايات المتحدة بسبب سرطان الرئة.

## وصلات خارجية
- كارول كول (ممثلة) على موقع IMDb (الإنجليزية)
- كارول كول (ممثلة) على موقع ميوزك برينز (الإنجليزية)
- كارول كول (ممثلة) على موقع قاعدة بيانات برودواي على الإنترنت (الإنجليزية)
- كارول كول (ممثلة) على موقع ديسكوغز (الإنجليزية)
- كارول كول (ممثلة) على موقع قاعدة بيانات الفيلم (الإنجليزية)